# Jeito de Felicidade
Jeito de Felicidade é o 5º álbum de estúdio do grupo de pagode Grupo Raça. Foi lançado em 1993 pelo selo RCA. Recebeu o disco de platina no Brasil.

## Faixas
| N.º | Título | Duração |  |
| 1.  | "Quem Ama" | 3:09    |  |
| 2.  | "Tô Legal" | 3:41    |  |
| 3.  | "Jeito de Felicidade" | 4:17    |  |
| 4.  | "Te Amo" | 3:20    |  |
| 5.  | "Além do Céu" | 4:23    |  |
| 6.  | "Me Leva pra Onde Quiser" | 2:51    |  |
| 7.  | "Pot-Pourri João Nogueira: Poder da Criação / Das 200 Pra Lá / Nó na Madeira / Clube do Samba / Mineira / Um Ser de Luz / Minha Missão" | 2:23    |  |
| 8.  | "Tamandaré" | 2:52    |  |
| 9.  | "Fome de Amar" | 3:20    |  |
| 10. | "Do Samba Não Vou Sair" | 3:14    |  |
| 11. | "No Zig Zag do Seu Bum Bum" | 2:16    |  |
| 12. | "De Bem com Deus" | 3:09    |  |
| 13. | "África" | 3:09    |  |

## Certificações
| Brasil (ABPD)                             | Platina | 1995 | 250.000* |
| *número de vendas baseado na certificação |         |      |          |